# Swartzia mangabalensis
Swartzia mangabalensis là một loài thực vật có hoa trong họ Đậu. Loài này được Cowan miêu tả khoa học đầu tiên.